# Barroc Narixkin

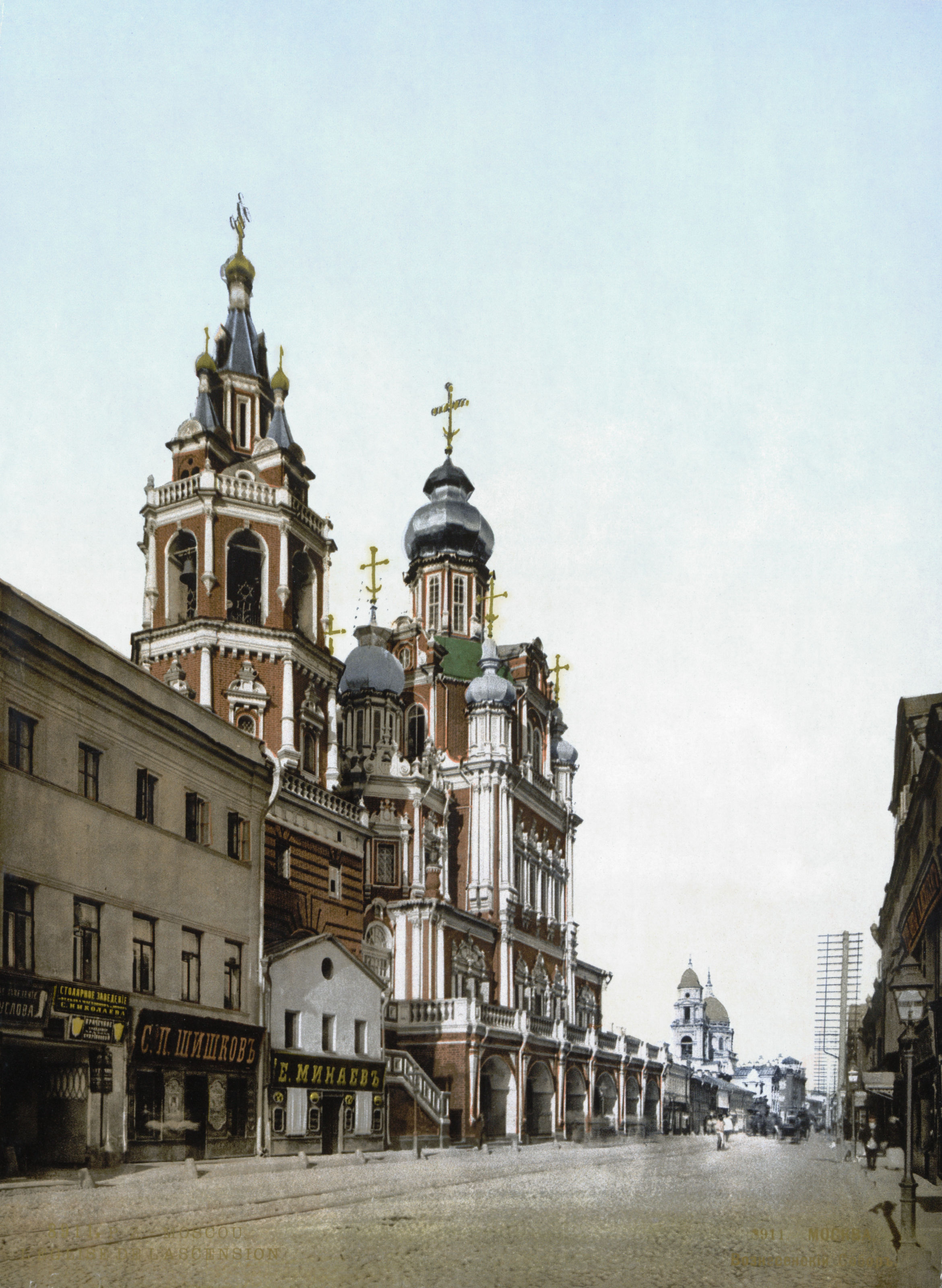
Església de l'Assumpció al carrer Pokrovka, Moscou (1696-1999)

Barroc Narixkin, també conegut com a  Barroc de Moscou , o  Barroc Moscovita , és el nom donat a un estil particular d'arquitectura i decoració que estava de moda a Moscou a la fi del segle xvii i principis del segle xviii.
Fonamentalment el barroc Narixkin és una fusió entre l'arquitectura de Rússia tradicional amb elements barrocs importats d'Europa Central.
Les primeres esglésies barroques van ser construïda en propietats dels Narixkin, una família de boiars moscovites. Van ser família de Natàlia Naríxkina, mare de Pere el Gran. La més destacada d'aquestes petites esglésies prop de la ciutat van ser l'Església de la Intercessió de Fili (1693-1696) i el Salvador a Ubory (1694-1697). Van ser construïts en maó vermell amb molts motius en pedra blanca. El campanar no es posava al costat de l'església com era habitual al segle xvii, però si se situava en la façana creant originals composicions.
L'estil es va anar difonent gradualment per tota Rússia, molts monestirs van ser remodelats des que va aparèixer i es va posar de moda aquest estil. L'arquitectura civil també buscava adaptar-se a l'estètica barroca, per exemple, la Torre Súkharev a Moscou i hi ha formes renovades de l'estil com el Despatx principal de medicines a la Plaça Roja. Els arquitectes més importants vinculats amb el barroc Narixkin foren Iakov Bukhvostov i Piotr Potapov.
En la dècada de 1730 el barroc moscovita va anar donant pas a l'estil barroc propi de Francesco Bartolomeo Rastrelli.

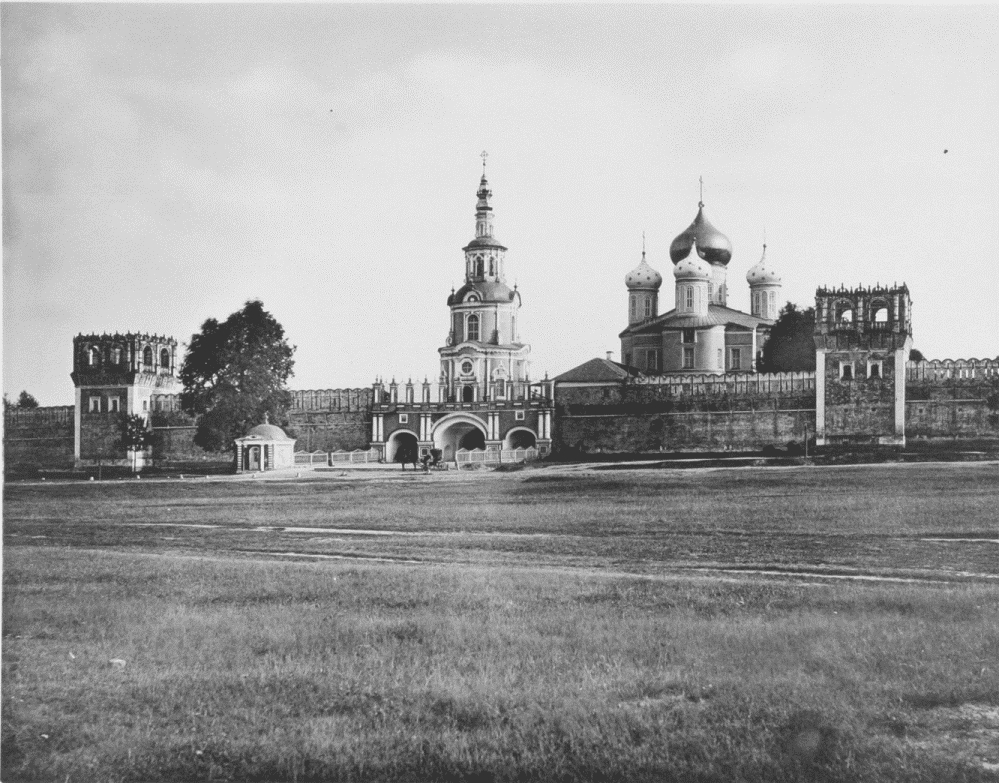
Vell Donskoi
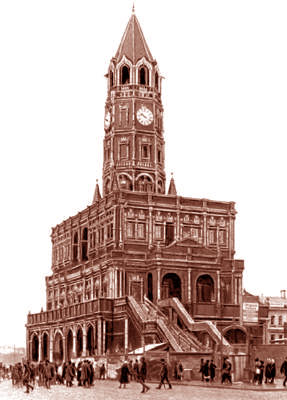
Torre Súkharev
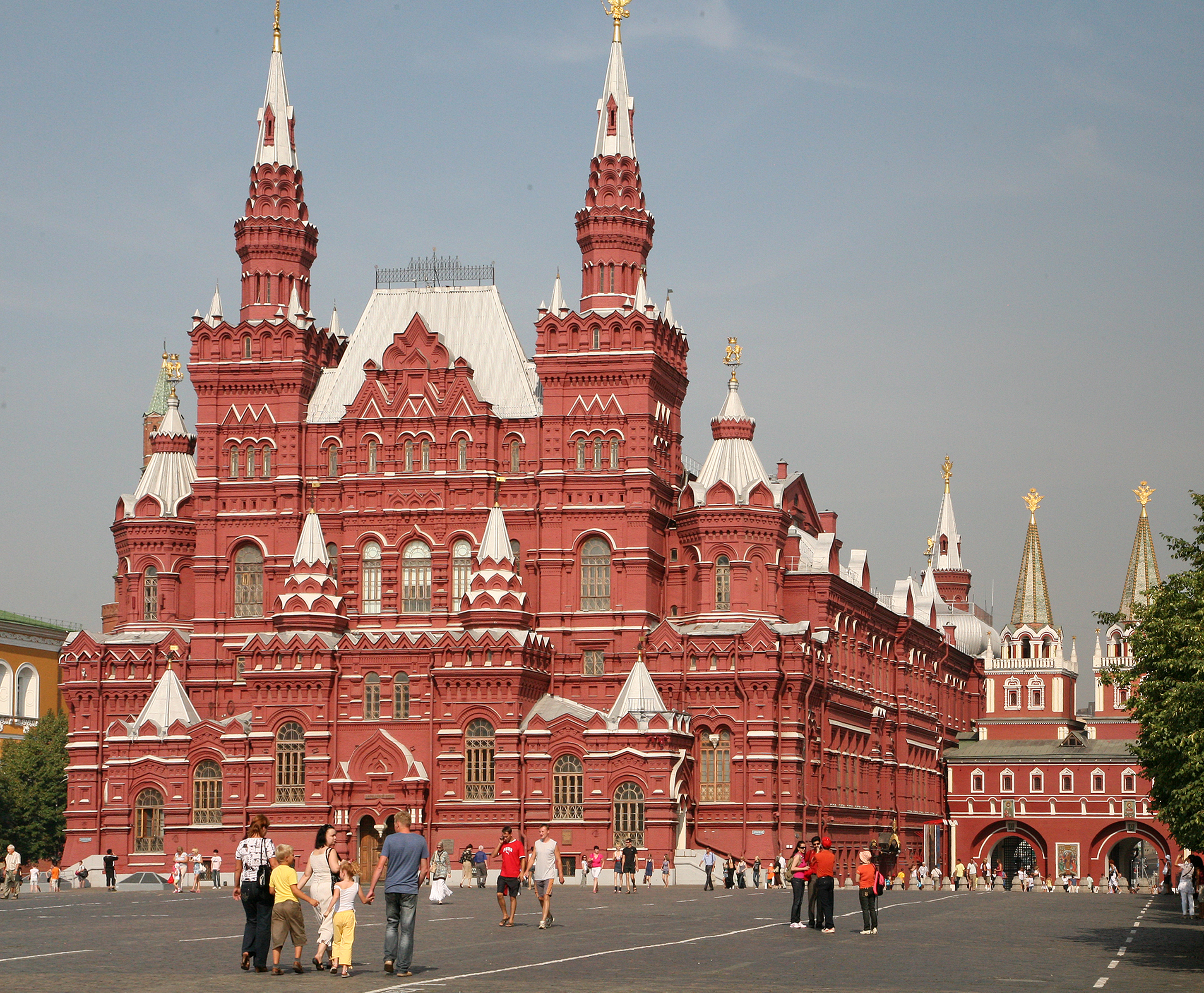
Museu d'història estatal de Moscou